# Andrew Mwesigwa
Andrew Mwesigwa (24 de abril de 1984) é um futebolista ugandense que atua como zagueiro e defende o time FC Ordabasy do Cazaquistão.

## Carreira Internacional
Anderw Mwesigwa fez sua estreia internacional pela Uganda em 2003 e ja fez três gols pela seleção.